# روسلین، میدلودین
روسلین (به انگلیسی: Roslin) یکی از روستاهای میدلودین است که در جنوب ادینبروی اسکاتلند واقع شده‌است.